# Hugo Óscar Sánchez
Hugo Óscar “Pajarito” Sánchez (Avellaneda, provincia de Buenos Aires, 5 de febrero de 1941 – detenido-desaparecido el 14 de febrero de 1978 en Berazategui, provincia de Buenos Aires) fue un poeta y militante argentino. Es autor del poemario Asesinar la mansedumbre, publicado en 1967.

## Biografía
Hugo Óscar Sánchez nació en Avellaneda el 5 de febrero de 1941, pero vivió gran parte de su vida en la ciudad de Quilmes. Sus padres, René Sánchez y Juana Viyezca, residían allí y fallecieron a causa de la tuberculosis cuando él era muy joven. Tras quedar huérfano, fue criado por su tía Dora Sánchez de Vieytes. Cursó sus estudios secundarios en la Escuela Nocturna Martín Miguel de Güemes, de Bernal (Quilmes), actual Escuela de Educación Secundaria Nº 21, donde egresó en 1962. Poco después comenzó a trabajar y, a lo largo de su vida, desempeñó diversos oficios: empleado en una barraca lanera, vendedor de telas en la feria de San Francisco Solano, vendedor ambulante, encuestador y promotor publicitario. Su apodo, “Pajarito”, le fue dado por su capacidad de sobrevivir con muy poco y adaptarse a distintas circunstancias. Participó activamente de los círculos culturales y literarios de Quilmes y de la Zona Sur del Gran Buenos Aires, donde compartía lecturas, debates y encuentros con otros poetas y artistas.
En 1964 emprendió un viaje a Europa junto a su esposa, Mirta Agustini, recorriendo a dedo distintos países de Asia y África. En 1965 nació su hijo Pablo y, poco tiempo después, se separó de su esposa. Por esos años comenzó a militar en el Movimiento de Liberación Nacional (MLN), una organización política activa durante la década de 1960, cuyos principales referentes fueron el abogado y escritor Ismael Viñas, la redactora Susana Fiorito y el filósofo y escritor Ramón Alcalde, todos exintegrantes de la revista Contorno. Tras la disolución del MLN, Hugo Óscar Sánchez se sumó a la Vanguardia Comunista, continuando su militancia política. En 1969, durante el Cordobazo, fue detenido junto a un grupo de compañeros en Berazategui. La policía ocultó su detención y le realizó dos simulacros de fusilamiento antes de liberarlo. Poco después conoció a María Cristina Moralejo, con quien inició una relación y comenzó a convivir. Ambos se trasladaron a la provincia de Córdoba y, tiempo más tarde, emprendieron un viaje por Europa. Al regresar se instalaron en la localidad de Plátanos, Partido de Berazategui, en una casa que Sánchez construyó él mismo.

## Detención y desaparición
El 14 de febrero de 1978, pocos días después de su cumpleaños número 37, Hugo Óscar Sánchez fue secuestrado junto a María Cristina Moralejo. En horas del mediodía, un automóvil sin patentes se detuvo frente a su domicilio en Plátanos, donde vivían. Varios hombres vestidos de civil bajaron del vehículo y se los llevaron. Durante la detención, la casa fue saqueada, como era común en estos casos, y se apropiaron de pertenencias personales, libros, documentos y un poemario en el que Hugo Sánchez había estado trabajando durante los últimos años.
Estrella Iglesias, ex detenida desaparecida, relató que estuvo secuestrada junto a Sánchez y Moralejo en el centro clandestino de detención El Vesubio en mayo de 1978. Otros testimonios indican un paso de Hugo y María Cristina por el Pozo de Quilmes.
Hugo Óscar Sánchez y María Cristina Moralejo permanecen desaparecidos hasta la fecha.

## Obra

Portada de Asesinar la mansedumbre

El único libro publicado por Hugo Óscar Sánchez fue el poemario Asesinar la mansedumbre, editado en 1967 por el Grupo de Trabajo Cultural. La edición fue prologada por el librero, editor y promotor cultural Néstor Arias, quien además de participar activamente en la producción del libro, fue amigo personal de Sánchez y figura destacada en el ámbito cultural quilmeño, especialmente desde su librería El Monje Libros.
El libro reúne una serie de poemas atravesados por una fuerte impronta autobiográfica, en los que se entrelazan la vida cotidiana, los vínculos con amigos y compañeros, la militancia política, los barrios del conurbano y las experiencias laborales del autor. Se trata de una obra que da cuenta de una sensibilidad poética comprometida con su tiempo y su entorno.
Asesinar la mansedumbre fue impreso en la ciudad de Quilmes el 2 de octubre de 1967, en los Talleres Gráficos Tipo (25 de Mayo N°197). El volumen cuenta con 57 páginas, encuadernación rústica sin solapas y formato octavo (18 x 13 cm). El arte de tapa fue realizado por el artista plástico Manuel Oliveira.
Contenido: Prólogo, de Néstor Arias – “I” – “II” – “Otro ssacate” – “Sigue el ssacate” – “El cordillerano” – “Puppo” – “IV” – “Romance vacuno” – “Larsen viejo” – “V” – “VI” – “Robot” – “Maximus alborotum 1º” – “VII” – “VIII” – “IX” – “Barracas” – “Blanca Dora Sánchez de Vieytes” – “X” – “XI” – “XII” – “XIII” – “XIV” – “Sr. Yo” – “Copla” – “Confidencialmente” – “Asumiendo una calentura” – “Para todos ídem” – “XV” – “XVI” – “Norma Raquel” – “XVII” – “La depre” – “XVIII” – “Mediodía Buenos Aires” – “XIX” – “Cobrate Pepe” – “Para Pablo que vino mal barajado pero dijo quiero” – “Sincronizadamente al suicidio”.

## Antología y homenaje

Portada de Poemas

En 2004 se publicó una antología titulada Poemas, que reunió una selección de nueve poemas de Asesinar la mansedumbre. El libro fue publicado por Ediciones El Ojo de la Ballena, dentro de la colección Rescates, editorial alternativa dirigida por el poeta y editor Marcelo Marcolín, que publicó más de cincuenta títulos en distintos formatos.
La antología se presentó en formato de sobre-plaqueta, con un total de 12 páginas y tamaño dieciseisavo (12 x 12 cm). En ella se incluyó una selección de nueve poemas de Asesinar la mansedumbre: "El cordillerano", "Larsen viejo", "V", "XVIII", "VIII", "X", "Copla", "Indio" y "Cobrate Pepe". La publicación también contó con un nuevo prólogo de Néstor Arias, escrito especialmente para esta edición:

Hace 30 años, en octubre de 1967, se publicaba, en Quilmes, Asesinar la mansedumbre, esa edición a pedido de el Pájaro llevaba un prólogo firmado por mí. Once años después, precisamente el 14 de febrero de 1978, el Pájaro era chupado por el ejército argentino y desde entonces engrosa la lista de los desaparecidos. Su casa fue saqueada, como era costumbre. Entre lo que se llevaron, junto a sus libros y enceres, había un poemario que Hugo venía trabajando desde hacía tiempo, en los ratos en que la resistencia a la dictadura le dejaba. Aquellos poemas desaparecieron junto a Hugo. Intento imaginarlos, como intento imaginarlo a él, ahora y acá. Es mi debilidad y, también mi fortaleza. Entre los muchos modos de matar, de hacer desaparecer, están el olvido, la indiferencia, las miserias del miedo. Para asesinar esa mansedumbre también es necesario alimentar, cotidianamente, al duro animal de la memoria. Para que Hugo Sánchez no vuelva a ser asesinado, para que no desaparezca, publicamos esta antología de sus poemas, a 26 años de su secuestro.
Néstor Arias – Febrero 2004